# Кулиев, Вели Алиевич
Вели Алиевич Кулиев (азерб. Vəli Alı oğlu Quliyev; 14 июля 1916 — 23 августа 1967) — старшина РККА, участник Великой Отечественной войны. Награждён медалями, полный кавалер ордена Славы.

## Биография
Родился 14 июля 1916 года в крестьянской семье в селе Грах-Мушлан, ныне Зангеланский район Азербайджана. По национальности азербайджанец. Окончил 7 классов, работал в совхозе. Призван на службу Карягинским РВК. С декабря 1942 года сражается на фронтах ВОВ. Будучи командиром пулемётного расчёта 973-го стрелкового полка 270-й стрелковой дивизии 6-й гвардейской армии 1-го Прибалтийского фронта, старший сержант Кулиев при форсировании Западной Двины 26 июня 1944 года в районе деревни Ерошево (Шумиловского района Витебской области, Белоруссия) под сильным огнём противника переправился на левый берег реки и из пулемета подавил 2 вражеских пулеметной точки, рассеял и частично уничтожил более взвода гитлеровцев, дав возможность продвинуться стрелковым подразделениям. 31 июля 1944 года награждён орденом Славы 3 степени. В бою за населённый пункт Межисалас (55 км северо-западнее Даугавпилса) одним из первых ворвался в траншею пр-ка и в схватке сразил несколько гитлеровцев, захватил 2 пулемета и 3 винтовки. 30 сентября того же года награждён орденом Славы 2 степени. При прорыве обороны противника 5 октября 1944 в районе деревни Жилейтис (Литва) старшина Кулиев первым поднялся в атаку, ворвался в расположение врага и в рукопашном бою уничтожил 5 гитлеровцев. На следующий день при отражении контратак у деревни Суконцы (45 км северо-западнее Шяуляй, Литва) подорвал гранатой БТР и огнём из автомата сразил выбравшихся из него пехотинцев. Был ранен, но поле боя не покинул до выполнения поставленной задачи. 24 марта 1945 года был награждён орденом Славы 1 степени.
В 1945 году Кулиев был демобилизован. Жил в Зангелане. Работал старшим бухгалтером. Умер 23 августа 1967 года.